# Un americano tranquillo (romanzo)
Un americano tranquillo (titolo orig. The Quiet American), è un romanzo dello scrittore britannico Graham Greene, pubblicato nel 1955 in Gran Bretagna da William Heinemann Ltd. e negli USA da Viking Press nel 1956. Dal romanzo son stati tratti due film, nel 1958 e nel 2002.

## Genesi e tema
Narrato in prima persona dal giornalista Thomas Fowler, il romanzo dipinge il collasso del colonialismo francese in Vietnam e l'inizio del coinvolgimento americano nella Guerra del Vietnam. Una sottotrama attiene al triangolo amoroso tra Fowler, l'agente americano della CIA Alden Pyle e Phuong, una giovane donna vietnamita. L'opera mette implicitamente in discussione le basi del crescente coinvolgimento americano in Vietnam negli anni '50, esplorando l'argomento attraverso i collegamenti tra i suoi tre personaggi principali. Il romanzo ricevette molta attenzione grazie alla sua previsione sull'esito della guerra del Vietnam e della successiva politica estera americana a partire dagli anni '50. Greene descrive Pyle talmente accecato dall'"eccezionalismo americano" da non riuscire a vedere le calamità che provoca ai vietnamiti. Greene utilizzò la propria esperienza di giornalista, come corrispondente di guerra per The Times e Le Figaro nell'Indocina francese fra il 1951 e il 1954. Pare che l'ispirazione per scrivere The Quiet American gli venne nell'ottobre del 1951 mentre tornava in macchina a Saigon dalla provincia di Ben Tre, accompagnato da un operatore umanitario americano che gli impartiva una lezione sulla ricerca di una "terza forza in Vietnam". L'autore impiegò tre anni a scrivere il libro.

## Trama
Ambientato all'inizio del anni Cinquanta a Saigon, nel Vietnam ancora per poco parte della Francia, durante la Prima Guerra d'Indocina, comincia dalla fine della storia, la morte di Pyle, per poi gradualmente riavvolgere la successione di eventi che han condotto alla morte del giovane americano, alternando continuamente i due piani cronologici: il presente, cioè la realtà seguita alla morte di Pyle; il passato, con l'avvilupparsi del triangolo amoroso dei due uomini con la donna indigena. Il testo è diviso in quattro parti, ciascuna in un capitolo separato, e ogni parte si conclude con un momento topico. Le ultime due parti terminano con una scena cruciale del passato, e poi la prima scena della parte seguente è ambientata nel presente, dopo la morte di Pyle.
Fowler è un giornalista inglese cinquantenne, Alden Pyle un giovane americano idealista: entrambi sono innamorati di una bella ragazza vietnamita. La lotta del movimento indipendentista vietnamita sta causando una crisi politico-militare in Francia, non ancora intenzionata ad abbandonare la sua secolare presenza in Indocina. Fowler, il narratore, è coinvolto nella guerra solo come osservatore, tranne che per un istante fatale. Pyle, che Greene usa per rappresentare l'America e la sua politica di intromissione nel Vietnam, è un agente della CIA inviato in loco per pilotare la guerra di supporto all'interesse americano anticomunista. L'americano è un appassionato sostenitore delle idee di York Harding, un politologo americano secondo il quale il Vietnam aveva bisogno di una "terza forza" per scalzare sia i colonialisti sia i ribelli comunisti vietnamiti, stabilendo un ordine filo-occidentale. Questa terza forza doveva essere chiaramente l'America, e così Pyle comincia a creare una "Terza Forza" contro i Viet Minh usando un gruppo minoritario vietnamita guidato da un corrotto capo della guerriglia, il Generale Thé (personaggio ispirato a Trinh Minh Thé). Riforniti di armi dagli americani, i guerriglieri mettono a segno una serie di attentati terroristici a Saigon, attribuiti ufficialmente ai comunisti e che uccidono civili indiscriminatamente, persone innocenti come donne e bambini. Nel frattempo, Pyle ha preso con sé Phuong, l'amante vietnamita di Fowler, promettendole il matrimonio e la sicurezza economica. Quando Fowler scopre che Pyle è coinvolto negli attentati terroristici, si risolve all'azione e segna i loro destini.

## Personaggi principali
Thomas Fowler, il narratore e protagonista, è un giornalista inglese di lungo corso, cinquantenne, corrispondente dal Vietnam da più di due anni. È sposato ma separato dalla moglie, che vive in Inghilterra. Ha una relazione con una giovane ragazza vietnamita, che vuole sposare, ma sua moglie non gli concede il divorzio per motivi religiosi. Cinico e deliberatamente "disimpegnato", l'unica cosa che gli importi è la sua amante Phuong, e quando la sua relazione è messa in pericolo, Fowler si dibatte tra la coscienza, l'amore e la sua patria.
Alden Pyle, l'americano ingannevolmente tranquillo del titolo, è un americano idealista che arriva in Vietnam con la testa ingenuamente piena di idee di autori come York Harding: egli caldeggia la creazione di una cosiddetta “Terza Forza” come risposta alle due fazioni in guerra in Vietnam. Pyle è costantemente criticato da Fowler per la sua volontà di prendere alla lettera i libri di Harding, specialmente "Il ruolo dell'Occidente". Laureato brillantemente a Harvard, arriva in Vietnam con la "Missione Americana di Aiuto Economico" e non ha esperienza diretta della guerra. È stato allevato per restare fedele ai suoi principi morali e a mostrare rispetto ed educazione, specialmente verso le donne. Si innamora di Phuong e le offre una vita migliore di quella che conduce. La sua innocenza e la sua giovinezza paiono pericolose e portano non solo alla perdita di Phuong per Fowler, ma anche ad una tragedia più grande. La sua personalità è in netto contrasto con quella di Fowler.
Phuong, l'amante di Fowler all'inizio del romanzo, è una bella e giovane vietnamita che sta con lui per avere sicurezza e protezione, e lo lascia per la stessa ragione. Fowler dà per scontato che lei sia la sua compagna, invece Pyle la vede come un fiore delicato che deve essere protetto, ma Greene non chiarisce mai se è vera l'una o l'altra cosa. Il desiderio di Pyle per Phuong è interpretato da molti critici come parallelo al suo desiderio di un Vietnam del Sud non comunista. Il personaggio di Phuong non è mai sviluppato o rivelato del tutto. Lei non è capace di mostrare le sue emozioni, mentre la sorella maggiore decide per lei. Il suo nome (ma non il suo personaggio) è ispirato a un'amica di Greene.
Vigot, un ispettore francese della Sûreté, investiga sulla morte di Pyle. È un uomo diviso tra la volontà di fare il suo dovere (investigare sulla morte di Pyle e interrogare Fowler) e il desiderio di fare del suo meglio per il Paese (lasciar perdere la questione). Lui e Fowler sono stranamente simili per alcuni versi, entrambi leggermente cinici e stanchi del mondo; da qui la loro discussione su Blaise Pascal. Ma sono separati dalla fede religiosa: Vigot è un cattolico-romano e Fowler è ateo.

## Significato letterario e fortuna
Alla sua pubblicazione negli U.S.A. nel 1956, il romanzo fu largamente condannato come antiamericano. Fu criticato dal New Yorker per aver ritratto gli americani come assassini, soprattutto per una scena dove una bomba esplode tra la folla. Secondo il critico Philip Stratford, citato nell'articolo "The Quiet American" da Joe Nordgren, «i lettori americani erano furiosi forse non tanto per il ritratto preconcetto dell'innocenza americana ottusa e distruttiva e per l'idealismo di Alden Pyle, ma perché in questo caso tale ritratto era realizzato con tale compiaciuta acidità da un inglese snob della middle-class, Thomas Fowler, che tutti gli americani erano troppo inclini a identificare proprio con Greene».
Il romanzo ebbe subito successo in Inghilterra e con gli anni ha acquistato sempre più fama e considerazione, con la trasposizione cinematografica del 1958 e quella del 2002, un film prodotto dalla Miramax, con gli attori Michael Caine e Brendan Fraser (Caine ha ricevuto una nomination all'Oscar come miglior attore).
Negli ultimi anni molti hanno fatto un parallelismo tra la condanna di Greene di quello che lui considerava un ignorante, prepotente e idealistico intervento americano in Vietnam, e il corso della guerra in Iraq.

## Allusioni e riferimenti
I Pensieri di Blaise Pascal, e precisamente la "Scommessa di Pascal" - “Pesiamo il guadagno e la perdita, scommettendo che Dio esiste, valutiamo queste due possibilità. Se vinci, vinci tutto; se perdi, non perdi niente”.
Fowler afferma di non essere un berkeleyano, un riferimento alle idee di George Berkeley.
Fowler cita a Pyle parte dello Spectator Ab Extra di Arthur Hugh Clough, e Amours de Voyage di Clough è incluso nella prefazione.

## Allusioni storiche, geografiche e scientifiche
Questo romanzo è ambientato durante la prima Guerra d'Indocina e nomina città come Saigon, Haiphong e Hanoi. Anche se si tratta di un romanzo, il libro cita e coinvolge persone e gruppi reali, come i Vietminh e Trinh Minh Thé.

## Adattamenti cinematografici, televisivi o teatrali
- Un americano tranquillo (1958)
- The Quiet American (2002)
- ABC Australia documentary Graham Greene: "The Quiet American", su chiptaylor.com. URL consultato il 25 maggio 2008 (archiviato dall'url originale il 14 febbraio 2009).

## Edizioni italiane
- Il tranquillo americano, traduzione di Piero Jahier, Collana Medusa n.380, Milano, Mondadori, febbraio 1957. - Introduzione di Paolo Bertinetti, Collana Oscar Scrittori del Novecento n.1265, Mondadori, ottobre 1992 - 1996, ISBN 978-88-044-2499-4.
- L'americano tranquillo, in Romanzi vol. I, traduzione di Alessandro Carrera, Collana I Meridiani, Milano, Mondadori, giugno 2000, ISBN 978-88-043-7171-7. - col titolo Un americano tranquillo, Collana Oscar Scrittori moderni, Mondadori, III ed. 2001 - 2002, ISBN 978-88-044-9380-8; Collana La Biblioteca di Repubblica. Novecento n.62, Roma, L'Espresso-La Repubblica, 2003; Collana Oscar Moderni n.169, Mondadori, 2017, ISBN 978-88-046-8551-7.
- L'americano tranquillo, traduzione di Alessandro Carrera, a cura di Domenico Scarpa, Nota di Zadie Smith, Collana La memoria n.1313, Palermo, Sellerio, 2024, ISBN 978-88-389-4722-3.